# Miguel Mora Díaz
Miguel Mora Díaz (Madrid, 1964) és un periodista espanyol.
Va treballar per al diari El País durant 10 anys en la secció de Cultura com a redactor d'articles de cinema, literatura i art. Després fou corresponsal a Lisboa de 2005 a 2008 i com a corresponsal a Roma de 2008 a 2011. El mateix 2011 va rebre el Premi de Periodisme Francisco Cerecedo i el Premi Livio Zanetti al millor corresponsal estranger a Itàlia, gràcies als seus articles sobre Silvio Berlusconi. En 2010, va obtenir el premi del Parlament Europeu al millor reportatge sobre la integració de les minories. Després d'exercir com a corresponsal a París, el 2014 va abandonar El País en desacord amb l'expedient de regulació d'ocupació que havia fet el diari. Després es va vincular a Ahora amb Miguel Ángel Aguilar i José María Ridao, però poc després es va retirar del projecte per fundar ctxt.es.

## Obres
- La voz de los flamencos (Siruela 2008) ISBN 8498411653
- El mejor año de nuestras vidas (Ediciones B).